# NK Zdenčina Donja Zdenčina
NK Zdenčina je nogometni klub iz mjesta Donje Zdenčine. Klub je osnovan 1937. godine.
NK Zdenčina trenutno ima 5 uzrasnih kategorija, a sveukupno 5 momčadi u natjecanjima: Prstići (6-8 god.), Limači (8-10), Juniori (16-19), Seniori i Veterani.
Juniori su u sezoni 2015./16. bili finalisti Kupa NS Jastrebarsko gdje su u finalu poraženi od drugoligaša NK Vinogradar.

## Poveznice
- NK Zdenčina, facebook stranice
- Nogometno središte Jastrebarsko
- Nogometni savez Zagrebačke županije